# Muhammad al-Akhsasi al-Muwaqqit
Muḥammad al-Akhṣāṣī al-Muwaqqit (in arabo محمد الاخصاصي الموقت‎?, "Muḥammad al-Akhṣāṣī, detto al-Muwaqqit"; fl. XVII secolo) è stato un astronomo egiziano, il cui calendarium e catalogo delle stelle, intitolato al-Durrat al-muḍiyya fī al-ʻamāl al-shamsiyya, ("Le perle di brillantezza nelle attività solari"), fu redatto al  Cairo verso il 1650.
Muḥammad al-Akhṣāṣī fu Shaykh della moschea-università di al-Azhar e il suo laqab al-Muwaqqit è legato al suo compito di regolare i tempi di elezione (waqt, pl. awqāt) e le ore per il corretto adempimento della salat nella moschea. Il suo nome al-Akhṣāṣī lo collega invece al suo luogo di nascita: un villaggio del Fayyum.
Gli astronomi occidentali non conobbero il suo lavoro fino al 1895.